# Верхнє Буяново
Верхнє Буя́ново (рос. Верхнее Буяново, чув. Ярăслав) — присілок у складі Шемуршинського району Чувашії, Росія. Входить до складу Великобуяновського сільського поселення.
Населення — 420 осіб (2010; 489 у 2002).
Національний склад:
- чуваші — 84 %